# Ines Beilke-Voigt
Ines Beilke-Voigt (* 1966) ist eine deutsche Prähistorikerin.
Ines Beilke-Voigt besuchte von 1973 bis 1985 die Schule in Stralsund. Von 1985 bis 1986 absolvierte sie ein Praktikum im wissenschaftlichen Informationszentrum der Akademie der Wissenschaften der DDR. Anschließend studierte Beilke-Voigt bis 1991 Ur- und Frühgeschichte, Anthropologie und Klassische Archäologie an der Humboldt-Universität zu Berlin. Beilke-Voigt promovierte 1995 mit der Dissertation „Frühgeschichtliche Miniaturobjekte mit Amulettcharakter zwischen Britischen Inseln und Schwarzem Meer“ an der Humboldt-Universität zu Berlin. 1994 bis 1996 war sie Mitarbeiterin der Grabungsfirma „Archäologie Manufaktur GmbH Berlin“. Für diese Arbeit wurde ihr für den Zeitraum 1996/1997 das Reisestipendium des Deutschen Archäologischen Instituts zuerkannt. Von 1997 bis zur Auflösung des Faches lehrte sie an der Humboldt-Universität als Wissenschaftliche Mitarbeiterin und Privatdozentin auf einer von der Volkswagenstiftung geförderten Habilitationsstelle. Beilke-Voigt weilte 2001 zu einem einjährigen Forschungsaufenthalt an der Universität Kopenhagen. 2001 war sie für drei Monate als Dozentin an der Universidad Autónoma de Chiriquí in David, Panama  (UNACHI) und lehrte zu „Methoden und Theorien zur Dokumentation, Konservierung und Erhaltung von Felsbildern“ (spanisch “Métodos y Teorías de Documentación, Conservación y Preservación del Arte Rupestre”). Dort wurde als Praxisteil eine Lehrgrabung in der präkolumbischen Siedlung Sitio Barriles durchgeführt. 2005 habilitierte sie sich mit der Arbeit Das „Opfer“ im archäologischen Befund. Studien zu den sog. Bauopfern, kultischen Niederlegungen und Bestattungen in ur- und frühgeschichtlichen Siedlungen Norddeutschlands und Dänemarks  und wurde Privatdozentin an der Humboldt-Universität. Seit 2006 ist Beilke-Voigt Fellow des Heisenberg-Programms der Deutschen Forschungsgemeinschaft. Im Exzellenzcluster Topoi ist sie ebenso wie im August-Boeckh-Antikezentrum seit 2007 Mitglied. Sie hatte von 2009 bis 2010 eine Gastprofessur an der Universität des Saarlandes, Saarbrücken inne. Sie ist Lehrbeauftragte in den Bereichen Konservierung und Restaurierung/Grabungstechnik der Hochschule für Technik und Wirtschaft Berlin.
Beilke-Voigts Forschungsschwerpunkte liegen bei der Archäologie der Römischen Kaiserzeit bis zum frühen Mittelalter, der Volkskunde, Sitten, Bräuche, Symbolik, Bestattungssitten und der Felsbildkunst. Aktuelle Forschungsprojekte, die im Rahmen eines von der Deutschen Forschungsgemeinschaft geförderten Heisenberg-Stipendiums durchgeführt werden, sind der Burgwall Lossow in Frankfurt (Oder), die „kultischen“ Feuerstellen der Bronze- und Eisenzeit sowie Forschungen zum Kind in der Römerzeit anhand der Befunde von Kinderbestattungen auf Gräberfeldern und in Siedlungen im germanischen, provinzialrömischen sowie im italischen Raum.

## Schriften
- Die Sitte der Miniaturgerätebeigabe bei den Germanen der späten Kaiserzeit. In: Offa. Bd. 51, 1994, S. 101–142.
- Frühgeschichtliche Miniaturobjekte mit Amulettcharakter zwischen Britischen Inseln und Schwarzem Meer (= Universitätsforschungen zur prähistorischen Archäologie. 51 = Schriften zur Archäologie der germanischen und slawischen Frühgeschichte. 3). Habelt, Bonn 1998, ISBN 3-7749-2876-2 (Zugleich: Berlin, Humboldt-Universität, Dissertation, 1995).
- Das „Opfer“ im archäologischen Befund. Studien zu den sog. Bauopfern, kultischen Niederlegungen und Bestattungen in ur- und frühgeschichtlichen Siedlungen Norddeutschlands und Dänemarks (= Berliner archäologische Forschungen. 4). Leidorf, Rahden/Westf. 2007, ISBN 978-3-89646-514-6 (Zugleich: Berlin, Humboldt-Universität, Habilitations-Schrift, 2005).
- als Herausgeberin mit Franz Schopper: Lossow, alte Forschungen und neue Projekte (= Materialien zur Archäologie in Brandenburg. 4 = Lossower Forschungen. 1). Leidorf, Rahden/Westf. 2010, ISBN 978-3-86757-314-6.
- Das jungbronze- und früheisenzeitliche Burgzentrum von Lossow. Ergebnisse der Ausgrabungen 2008 und 2009 (= Materialien zur Archäologie in Brandenburg. 8 = Lossower Forschungen. 3). Leidorf, Rahden/Westf. 2014, ISBN 978-3-86757-318-4.